# Gilsivan Soares da Silva
Gilsivan Soares da Silva, meglio noto come Ivan (Espinosa, 12 dicembre 1984), è un ex calciatore brasiliano, di ruolo portiere.